# Anna Moisseïenko
Anna Moisseïenko (en russe : Анна Моисеенко) est une joueuse de volley-ball russe née le 10 juin 1985 à Anapa. Elle mesure 1,82 m et joue au poste de passeuse.

## Clubs
| Club                    | De        | À         |
| ----------------------- | --------- | --------- |
| Zaretchie Odintsovo     | 2003-2004 | 2003-2004 |
| VK Doprastav Bratislava | 2004-2005 | 2004-2005 |
| Zaretchie Odintsovo     | 2005-2006 | 2006-2007 |
| Severstal Tcherepovets  | 2007-2008 | 2007-2008 |
| Zaretchie Odintsovo     | 2008-2009 | 2008-2009 |
| Severstal Tcherepovets  | 2009-2010 | 2011-2012 |
| Dinamo Krasnodar        | 2012-2012 | 2012-2012 |
| Proton Balakovo         | 2012-2013 | 2012-2013 |
| Khara Morin             | 2013-2014 | 2013-2014 |
| VK Severianka           | 2016-2017 | …         |

## Palmarès
- Coupe de Russie
  - Vainqueur : 2002, 2003, 2004, 2006, 2007.
- Coupe de la CEV
  - Finaliste : 2007.